# Ен Би Си Юнивърсъл
NBCUniversal („Ен Би Си Юнивърсъл“) е американски конгломерат за масови медии и развлечения със седалище в Ню Йорк и собственост на Комкаст.